# Martha Springer Botanikus Kert
A Martha Springer Botanikus Kert a Willamette Egyetem botanikus kertje az Amerikai Egyesült Államok Oregon államának Salem városában. Az 1988-ban megnyílt, négyezer négyzetméteres terület tizenkét kisebb egységre van osztva.

## Leírása
Névadója Martha Springer, az egyetem biológusa. Első kurátora Elaine Joines volt.
Területe tizenkét kisebb egységre – lepkegyűjtemény, konyhakert, alpesi sziklakert és etnobotanikus kertek – van osztva; többségében Oregonban őshonos fajok találhatóak meg, de másokat (például kínai selyemvirág) is betelepítettek. A kertet egy folyam keresztezi.
Néha „titokkertnek” nevezik, mivel az épületek mögötti elhelyezkedése miatt kevesen ismerik. Az oktatási egységként szolgáló botanikus kert szabadon látogatható.

## Fordítás
- Ez a szócikk részben vagy egészben  a   Martha Springer Botanical Garden című angol Wikipédia-szócikk ezen változatának fordításán alapul.  Az eredeti cikk szerkesztőit annak laptörténete sorolja fel. Ez a jelzés csupán a megfogalmazás eredetét és a szerzői jogokat jelzi, nem szolgál a cikkben szereplő információk forrásmegjelöléseként.